# Подводные лодки проекта 971 «Щука-Б»
Подводные лодки проекта 971 «Щу́ка-Б» (обозначение НАТО — «Akula») — серия советских многоцелевых атомных подводных лодок 3-го поколения, спроектированных по тому же техническому заданию, что и «титановые» лодки проекта 945 «Барракуда», но со стальным корпусом. Построенные в 1983—2001 годах «Щуки-Б» пришли на смену лодкам проекта 671РТМК «Щука» и были основным типом многоцелевых атомных подводных лодок в российском флоте до 2020-х годов. С 2014 года четыре корабля проекта 971 «Щука-Б» проходят глубокую модернизацию на судоремонтном заводе «Звёздочка», что должно приблизить их характеристики к подлодкам 4-го поколения. Современный преемник проекта 971 «Щука-Б» — подводные лодки проекта 885 «Ясень».

## История создания
Решение о разработке массовой серии многоцелевых подводных лодок третьего поколения было принято в июле 1976 года. Проектированием лодки занималось СКБ-143 «Малахит». До 1997 года работами руководил главный конструктор Г. Н. Чернышёв, после его смерти — Ю. И. Фарафонтов. Техническое задание было оставлено таким же, как у проекта 945 «Барракуда», работы ЦКБ «Лазурит», и проектирование велось на его основе, поэтому работы над этапом эскизного проектирования не проводились. В отличие от «Барракуды» корпус лодки предполагалось выполнять не из титана, а из маломагнитной стали. С таким предложением выступили кораблестроители из Комсомольска-на-Амуре. Это требование было обусловлено как дефицитом и дороговизной титана, так и трудностями в работе с ним, которые могло преодолеть только одно советское предприятие, «Севмаш», а также Горьковское предприятие «Красное Сормово», мощностей которого было явно недостаточно для строительства крупной серии в достаточно короткие сроки. В то же время, замена титана сталью позволяла использовать возросшие мощности дальневосточных заводов. 13 сентября 1977 года технический проект был утверждён, однако в связи со строительством в США подводных лодок нового типа «Лос-Анджелес» с гидроакустическими комплексами нового поколения, «Щуку-Б» отправили на доработку.
Усовершенствованный проект был готов к 1980 году. Первая часть серии строилась в Комсомольске-на-Амуре, что вызвано возросшим уровнем производства и технического потенциала дальневосточных верфей.
В начале 1980-х годов Советский Союз закупил у японской компании «Toshiba» партию высокоточных металлорежущих станков, которые позволяли применять новые технологии при обработке гребных винтов, что резко (практически в два раза) снижало шумность подводных лодок. Сделка была секретной, но информация о ней попала в мировую прессу. В результате, США ввели экономические санкции против компании.
Лодки проекта 971 получили в странах НАТО кодовое имя «Akula». Позднее проект несколько раз усовершенствовался, и лодки, построенные по изменённым проектам, получили на западе кодовые названия «Improved Akula» (рус. «Улучшенная Акула»), проект 971М соответствует обозначению «Akula-II». Последнюю из построенных лодок, К-335 «Гепард», воплощение последних технических достижений, на Западе называют «Akula-III».

## Конструкция

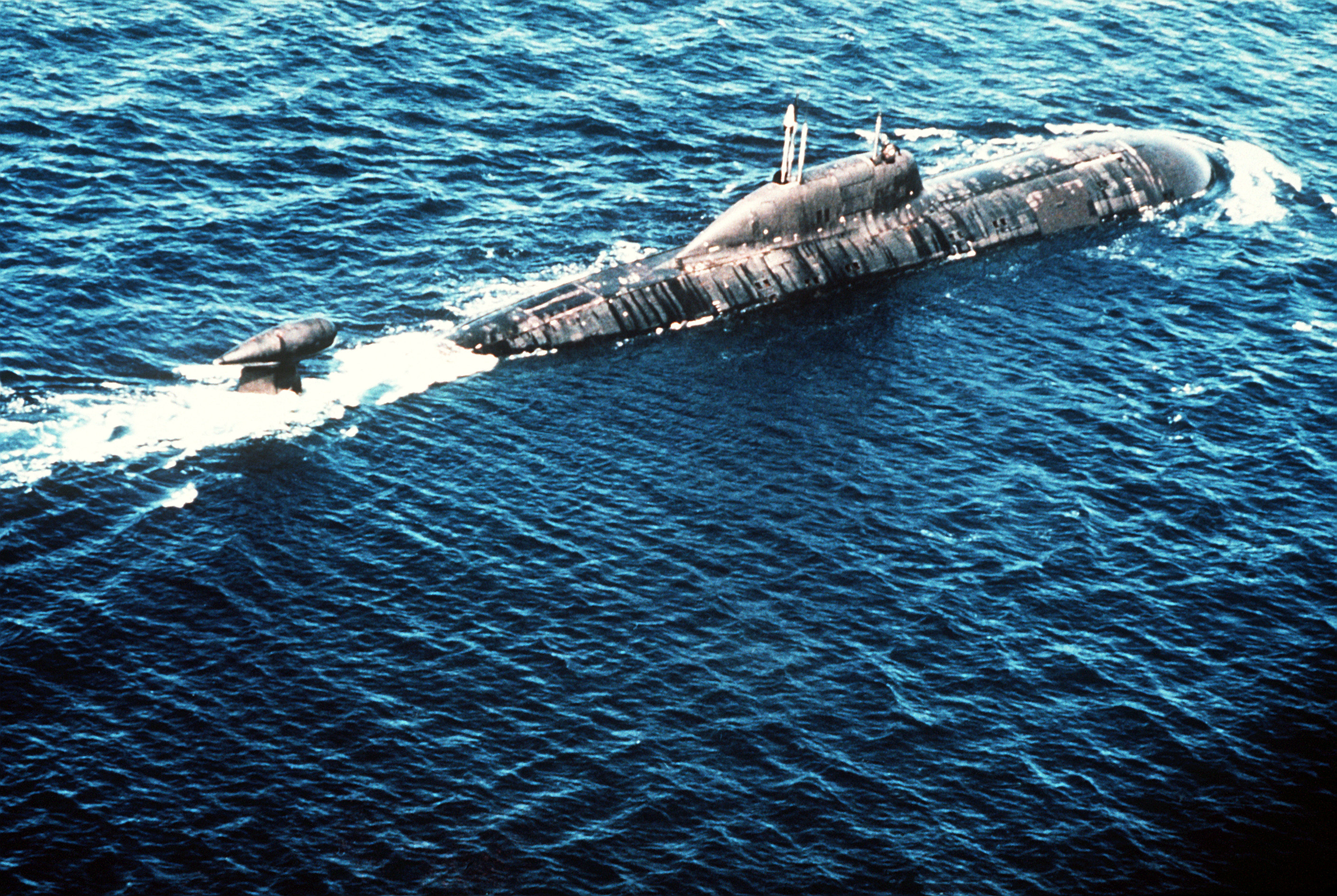
«Щука-Б» в море. Видны выдвижные устройства.

### Корпус
Проект 971 имеет двухкорпусную конструкцию. Прочный корпус выполнен из высококачественной легированной стали с пределом текучести σт = 1 ГПа (10 000 кгс/см²). Для упрощения монтажа оборудования, лодка спроектирована с использованием зональных блоков, что позволило перенести значительный объём работ из стеснённых условий отсеков подлодки непосредственно в цех. После завершения монтажа зональный блок «закатывается» в корпус лодки и подсоединяется к магистральным кабелям и трубопроводам корабельных систем.  Используется двухкаскадная система амортизации: все механизмы размещены на амортизированных фундаментах, кроме того каждый зональный блок изолирован от корпуса резинокордными пневматическими амортизаторами. Кроме снижения общей шумности АПЛ, такая схема позволяет уменьшить воздействие подводных взрывов на оборудование и экипаж. Лодка имеет развитое вертикальное хвостовое оперение с обтекаемым булем, в котором находится буксируемая антенна. Также на ПЛ установлены два откидывающихся подруливающих устройства и выдвижные носовые горизонтальные рули с закрылками. Особенностью проекта является плавно сопряжённое соединение хвостового оперения с корпусом. Это сделано для уменьшения гидродинамических завихрений, создающих шум.
Шумность лодки на 4-8 узлах 90-110 дБ на 1 Па на расстоянии 1 м

Обозначение элементов корпуса подводной лодки проекта 971.

### Силовая установка
Энергообеспечение осуществляется атомной энергетической установкой. На головной лодке, К-284 «Акула», установлен водо-водяной ядерный реактор ОК-650М.01. На более поздних заказах АЭУ имеет небольшие усовершенствования. В некоторых источниках сообщается, что последующие лодки оснащены реакторами типа ОК-9ВМ. Тепловая мощность реактора составляет 190 МВт, мощность на валу — 50 000 л. с. Два вспомогательных электродвигателя в откидных забортных колонках имеют мощность по 410 л. с., имеется один дизель-генератор АСДГ-1000.

### Экипажи и организационная структура
Условия обитаемости были улучшены по сравнению с проектом 671РТМК «Щука». За счёт повышения уровня автоматизации численность экипажа сокращена с 96 (на ПЛ проекта 671РТМК) до 73 человек (в том числе 33 офицера). Весь экипаж размещён во 2-м жилом отсеке в каютах. В остальных отсеках личный состав несёт вахту и выполняет свои служебные обязанности.
На Северном флоте формирование экипажей начиналось на базе 6-й дивизии подводных лодок. С поступлением кораблей все лодки и экипажи были включены в состав 24-й «Звериной» дивизии с базированием на бухту Ягельная (Гаджиево). Кроме основных экипажей для каждого корабля в состав дивизии входят  2-й, 266-й, 281-й, 588-й, 608-й, 615-й экипажи АПЛ проекта 971, а также 633-й технический экипаж АПЛ проекта 971.
На Тихоокеанском флоте формирование экипажей и достройка лодок велись в составе 26-й дивизии подводных лодок, в дальнейшем «Щуки-Б» вошли в состав 45-й дивизии с базированием на бухту Крашенинникова (Вилючинск). Кроме основных экипажей подводных лодок в составе дивизии были сформированы 78-й, 282-й, 622-й экипажи АПЛ проекта 971. После расформирования 45-й ДиПЛ в 1998 году все корабли и экипажи проекта 971 вошли в состав 10-й дивизии.

### Вооружение

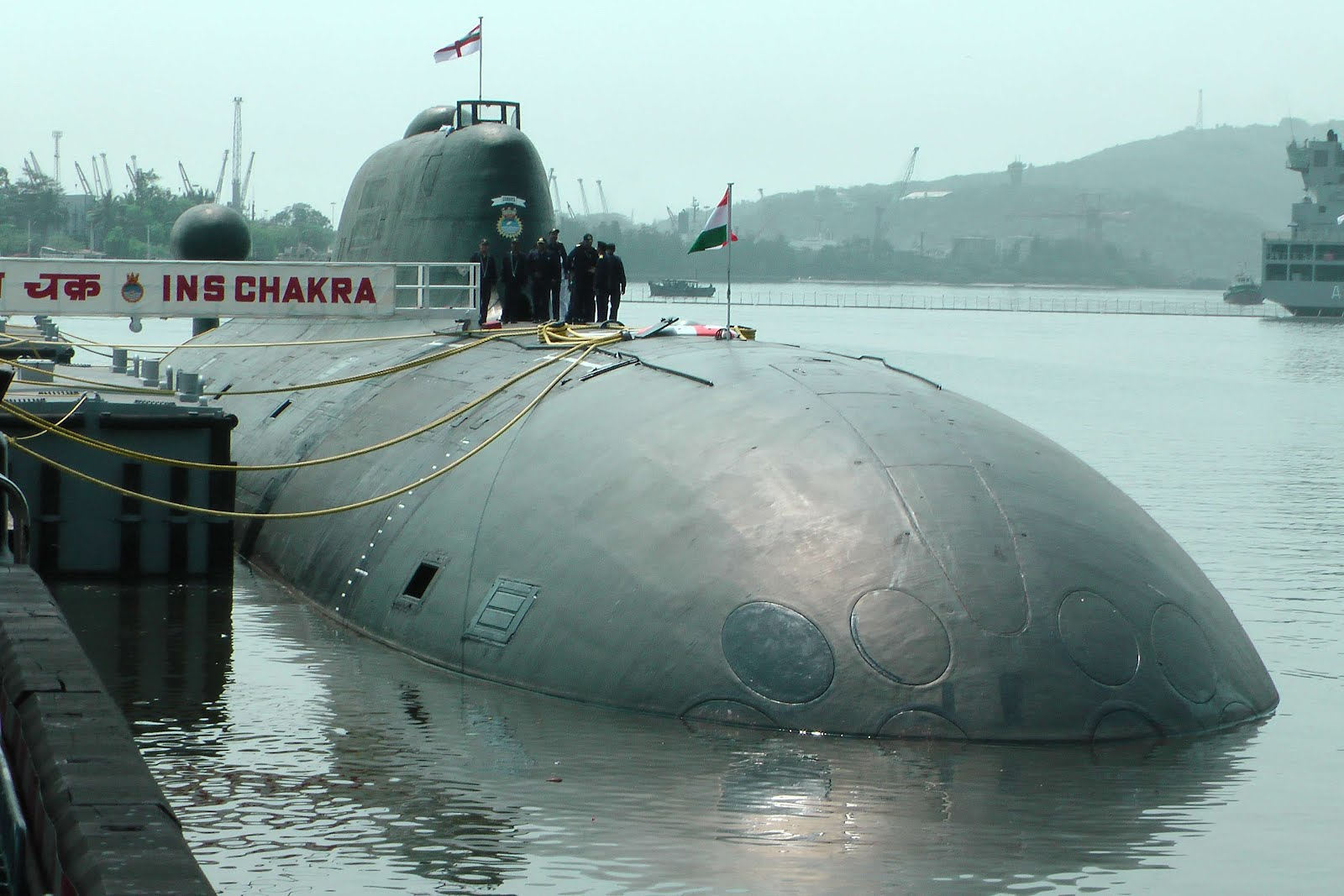
INS Chakra (К-152 «Нерпа») в составе ВМС Индии. Хорошо видны крышки 533-мм торпедных аппаратов и торпедопогрузочный люк

«Щука-Б» вооружена торпедно-ракетным комплексом, включающим 4 торпедных аппарата калибра 650 мм и 4 торпедных аппарата калибра 533 мм, боезапас составляет 40 единиц — 12 калибра 650 мм и 28 калибра 533 мм.
В качестве боеприпасов калибра 650 мм могут быть использованы: торпеды 65-76, противолодочные ракетные комплекс ПЛРК-7 «Ветер» с возможностью установки термоядерного заряда.
Аппараты калибра 533 мм оснащены системой подготовки торпед «Гринда» и могут использовать торпеды, в частности глубоководные торпеды УГСТ и электрические самонаводящиеся торпеды УСЭТ-80, ракето-торпеды (тип АПР-3М), противолодочные управляемые ракеты (ПЛУР) модели ПЛРК-6 «Водопад», подводные ракеты М5 «Шквал», крылатые ракеты C-10 «Гранат» с термоядерной боевой частью, в настоящее время заменяются на ракеты Калибр-ПЛ. Также через торпедные аппараты возможна постановка как обычных, так и самотранспортирующихся мин.
Используемый комплекс вооружения позволяет АПЛ «Щука-Б» бороться с подводными лодками и надводными кораблями, а также поражать наземные объекты высокоточными крылатыми ракетами.
Начиная с К-391 (за исключением экспортного варианта К-152 «Нерпа») в носовой части корабля монтируются пусковые установки средств комплекса гидроакустического противодействия МГ-104 «Бросок».

### Радиоэлектронное оборудование

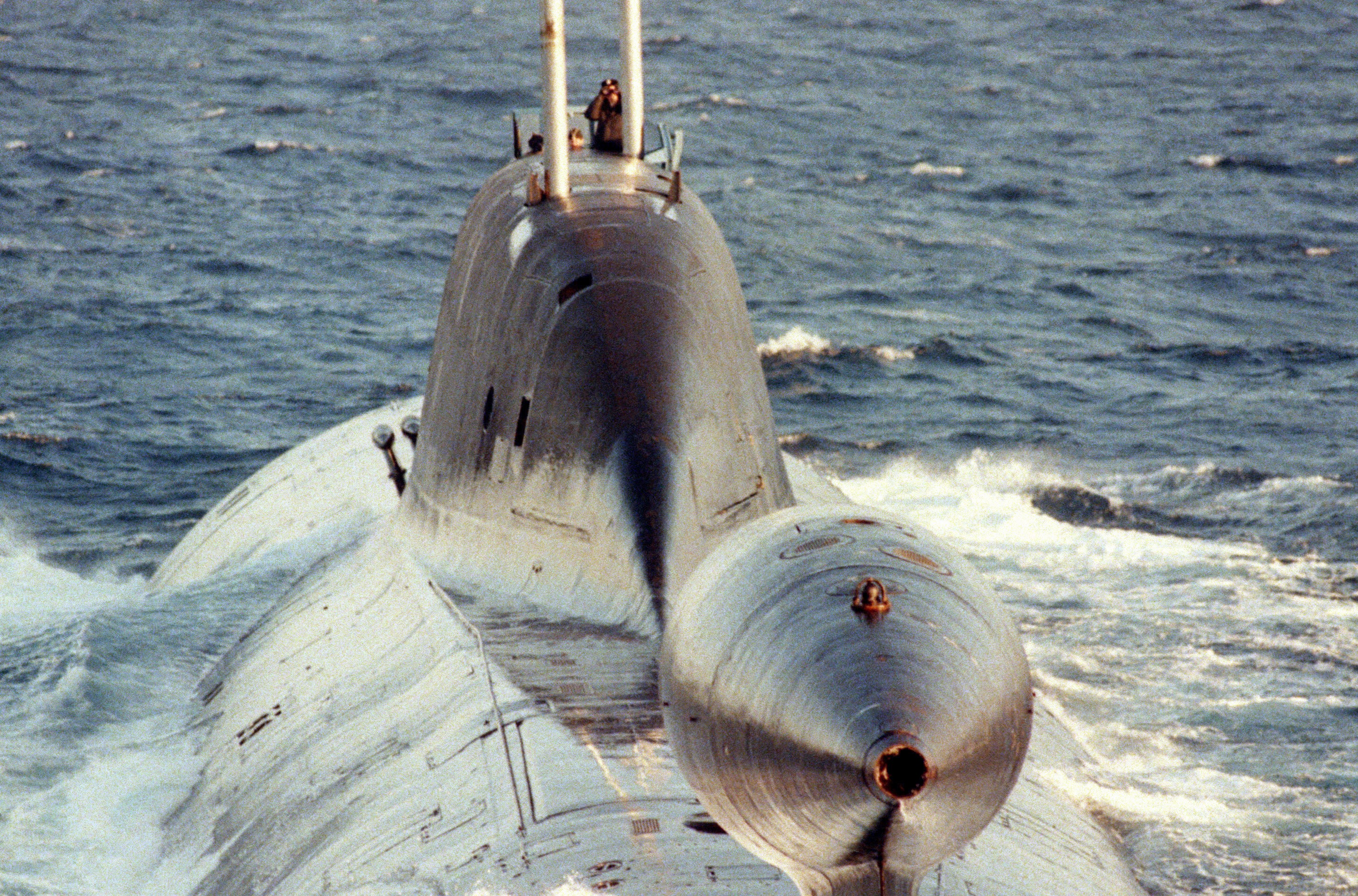
Буль с буксируемой антенной внутри на хвостовом оперении

Радиоэлектронное и гидроакустическое оснащение лодки в общих чертах совпадает с оборудованием проекта 945 «Барракуда» и включает в себя:
- гидроакустический комплекс МГК-540 «Скат-3» с цифровой обработкой сигналов,
- навигационный комплекс «Симфония-У»,
- комплекс спутниковой радиосвязи «Молния-МЦ»,
- радиолокационный комплекс «Радиан» (МРКП-58 или МРКП-59),
- система космической связи «Цунами-БМ»,
- перископ «Сигнал-3»,
- перископ «Лебедь-11» или «Лебедь-21».
- станция обнаружения по кильватерному следу (СОКС) МНК-200-1 «Тукан» — начиная с К-322, кроме К-461, К-328 и экспортной К-152.

Также на лодке установлен специальный аппаратный комплекс для управления крылатыми ракетами «Гранат».

### Модификации

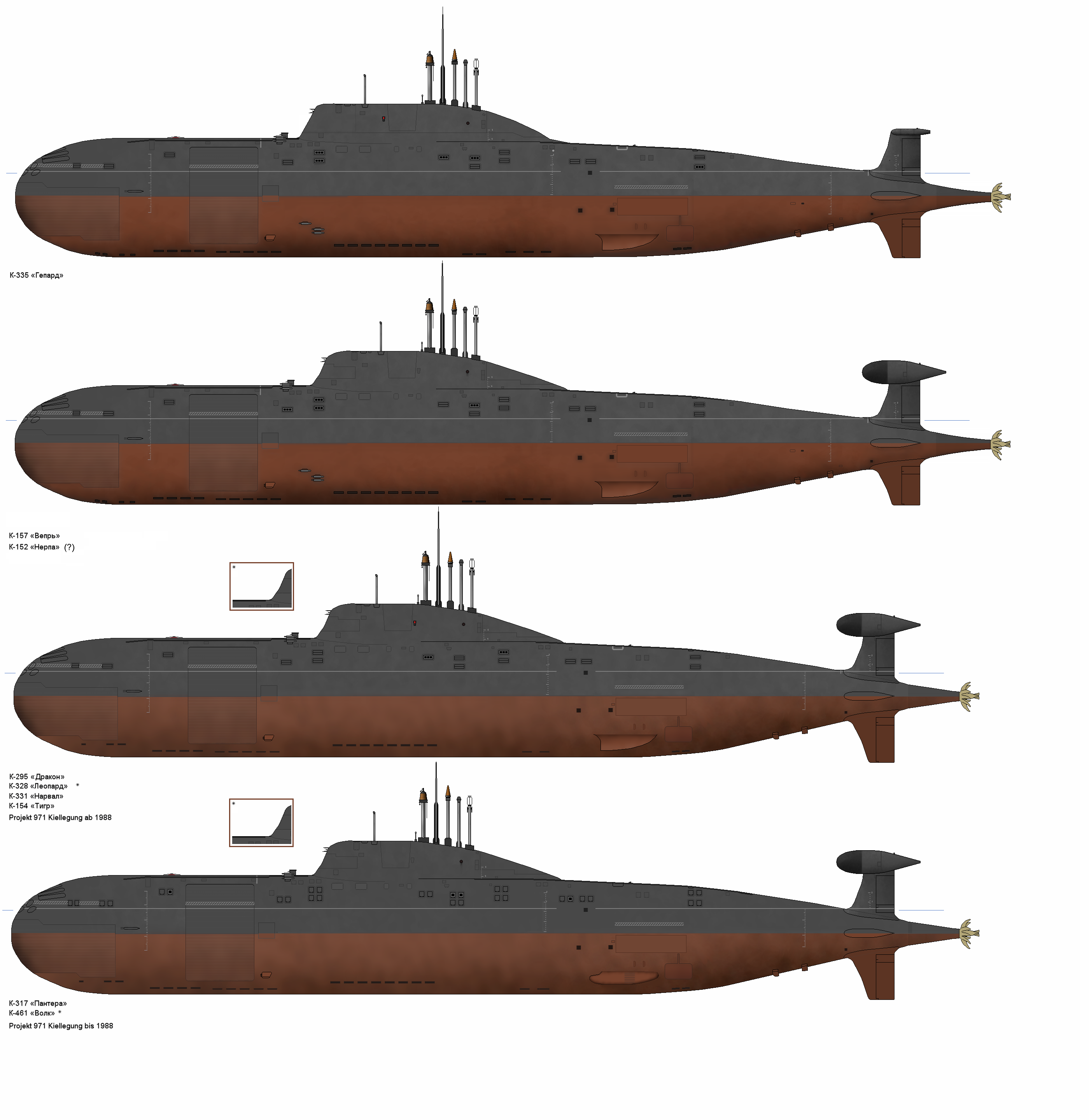
модификации проекта. Снизу вверх: 971 до 1988 года, 971 после 1988 года, 971У, 971М

Лодки проекта 971 получили в странах НАТО кодовое имя «Akula». Позднее проект несколько раз усовершенствовался:
- «Леопард», «Тигр» и «Морж» создавались с улучшенной акустической скрытностью. Эти лодки в классификации НАТО обозначены именем «Improved Akula» (рус. «Улучшенная Акула»), хотя в России их в отдельную модификацию не выделяют.
- Подлодки «Вепрь» и «Самара» (бывший «Дракон») построены по усовершенствованному проекту 971У, получившему на западе обозначение «Akula-II». Эти подлодки имеют слегка изменённые внешние обводы из-за дополнительной вставки, удлинившей корпус на 3 метра, с 110,3 м до 113,3 м[14], позволившей разместить дополнительное радиоэлектронное оборудование и оборудование для активного подавления шума и вибраций от энергетической установки. Водоизмещение возросло с 8140/12 770 тонн до 8470/13 390 тонн[15]. Лодки также получили новую модификацию реактора — ОК-650М. По обновлённому проекту должны были быть построены также «Гепард», «Рысь» и «Кугуар», но из-за срыва финансирования удалось ввести в строй только «Гепард».
- К-335 «Гепард» создана по модернизированному проекту (в различных источниках ошибочно проект называется 971М или 971У, в то время как в ВМФ РФ он числится как 971[16]), ставшему воплощением последних технических достижений, на Западе эту модификацию называют «Akula-III».
- К-152 «Нерпа» была достроена по особому проекту 971И «Ирбис» для передачи в аренду ВМС Индии. Модификация 971И создана на основе 971 («Akula-II») и отличается экспортным вариантом радиоэлектронного оснащения. В частности, на «Нерпе» нет системы СОКС и носовых аппаратов для запуска средств акустического противодействия.

## История службы

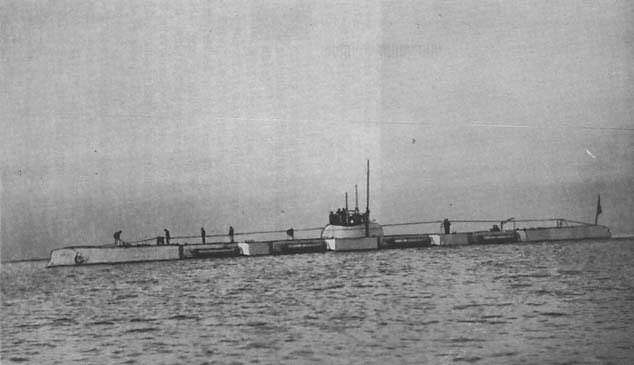
«Барс», представитель первой «Кошачьей серии». 650 тонн, 68 метров. 1914 год.

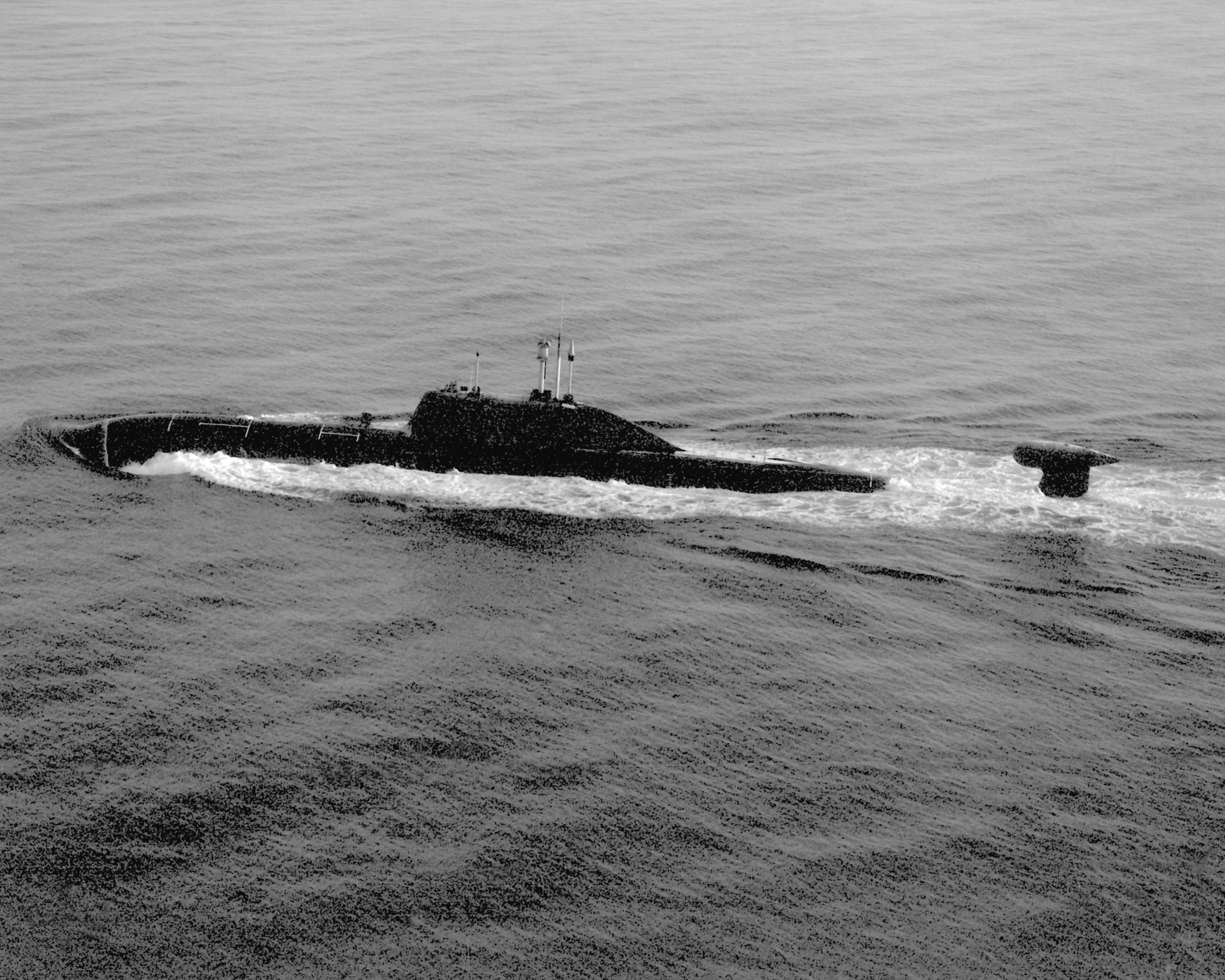
Неизвестный представитель второй «Кошачьей серии». 12 770 тонн, 110 метров. 1990 год.

Головная «Щука-Б», К-284, вступила в строй Тихоокеанского флота ВМФ СССР в 1984 году. Уже на ходовых испытаниях измерения показали, что новая подводная лодка имеет уровень шума примерно в 4 раза меньший, чем лодки проекта 671РТМК «Щука». Первоначально «Щуки-Б» несли только тактические номера, но 10 октября 1990 года главнокомандующий ВМФ СССР В. Н. Чернавин, поддержав инициативу экипажа К-317 издал указ о присвоении этой подводной лодке имени «Пантера» в честь подводной лодки, открывшей в 1919 году боевой счёт советских подводников. В дальнейшем все лодки получили имена собственные, перекликающиеся с именами дореволюционных российских подводных лодок. «Щуки-Б», выпущенные на Севмаше, получили имена лодок типа «Барс», которые являлись самой удачной и многочисленной серией российских подводных лодок начала XX века. За эти имена проект 971 на флоте прозвали «кошачьей серией».
Во время военной операции США в Сербии в 1996 году подводная лодка К-461 «Волк» осуществляла боевую службу в Средиземном море. Она была обнаружена при прохождении Гибралтара, однако через некоторое время контакт с лодкой был потерян, и обнаружилась она только у берегов Югославии. «Волк» осуществлял защиту ТАКР «Адмирал Кузнецов» от подводных лодок, за время боевой службы было выполнено слежение за несколькими подлодками НАТО, в том числе за американской атакующей подводной лодкой типа «Лос-Анджелес»
В том же году другая «Щука-Б» с экипажем под командованием капитана 1-го ранга А. В. Буриличева, находясь на боевой службе в дальних районах Атлантики, обнаружила ПЛАРБ ВМС США и скрытно наблюдала за её выходом в боевое патрулирование. После того похода командиру экипажа было присвоено звание Героя Российской Федерации.

### Сравнительная оценка
Проект 971 относится к третьему поколению подводных лодок, основными признаками которого являются сниженный уровень шумов и усовершенствованные средства связи и обнаружения. По сравнению с лодками второго поколения, у проекта 971 «Щука Б» имеются следующие особенности:
- дальность обнаружения целей возросла в три раза;
- существенно сократилось время определения скорости цели;
- уровень собственных шумов снижен приблизительно в четыре раза по сравнению с предшественницей — «Щукой»;
- высокая степень автоматизации позволила уменьшить численность экипажа почти вдвое, со 130 до 73 человек.

В сравнении с лодками третьего поколения, «Щука-Б» превосходит все аналогичные проекты как по скрытности, так и по вооружённости. Некоторые специалисты сравнивают «Щуку-Б» не с прямым конкурентом — американским проектом «Improved Los Angeles», а с гораздо более совершенными проектами «Сивулф» и «Вирджиния». Так, адмирал Джереми Бурда (англ. Jeremy M. Boorda), являвшийся начальником оперативного штаба ВМС США в 1994—1996 годах, отмечал, что американские корабли оказались не в состоянии обнаруживать «Щуку-Б», идущую со скоростью 6-9 узлов, то есть по малошумности лодки проекта 971 соответствуют параметрам лодок четвёртого поколения. «Кошачья серия» способна незамеченной преодолевать систему обнаружения подводных лодок SOSUS, создавшую в своё время много проблем советским подводникам.
29 февраля 1996 года во время учений флота НАТО после успешно выполненного задания по обнаружению подлодок условного противника, на связь с кораблями вышла необнаруженная российская подводная лодка с просьбой о помощи. Вскоре в середине ордера кораблей НАТО всплыла подводная лодка, опознанная британскими моряками как проект 971 «Щука-Б». Один из членов экипажа лодки нуждался в срочной медицинской помощи из-за острого приступа аппендицита. Больной подводник был доставлен на британский эсминец «Глазго», а оттуда вертолётом типа «Линкс» его отправили в госпиталь. Британская пресса освещала этот случай, а газета «Таймс» отметила, что это была демонстрация незаметности российских подводных лодок. Британские моряки тогда ошиблись: перед ними была «Щука» проекта 671РТМК, а не «Щука-Б».
В июне-июле 2012 года подлодка несколько недель находилась незамеченной для ВМФ США в Мексиканском заливе.
Некоторые специалисты скептически относятся к сравнению проекта 971 с лодками четвёртого поколения, считая оценку характеристик завышенной.
|                                           | «Лос-Анджелес» | «Щука»    | «Щука-Б»   | «Барракуда» | «Кондор»   | «Плавник»   | «Рюби»    |
| ----------------------------------------- | -------------- | --------- | ---------- | ----------- | ---------- | ----------- | --------- |
| Внешний вид                               |                |           |            |             |            |             |           |
| Годы постройки                            | 1972—1996      | 1976—1992 | 1983—2009  | 1979—1987   | 1986—1993  | 1978—1983   | 1976—1983 |
| Годы службы                               | c 1976         | c 1977    | c 1984     | c 1984      | c 1990     | c 1983—1989 | c 1984    |
| Построено                                 | 62             | 15        | 15         | 2           | 2          | 1           | 6         |
| Водоизмещение (т) надводное подводное     | 6082 7177      | 6990 7250 | 8140 12770 | 5940 9600   | 6470 10400 | 5880 8500   | 2410 2607 |
| Скорость (уз) надводная подводная         | 17 30-35       | 11,6 31   | 11,6 33    | 19 35       | 19 35      | 11 33       | 15 25     |
| Глубина погружения (м) рабочая предельная | 280 450        | 400 600   | 480 600    | 480 550     | 520 600    | 1000 1250   | 300       |

### Реакция
В 1991 году в конгресс США были вынесены проекты реакции на создание в России АПЛ проекта 971, предлагавшие, в том числе:
- потребовать от России предать гласности долгосрочные программы в области подводного кораблестроения;
- установить для России и США согласованные ограничения на количественный состав многоцелевых АПЛ;
- оказать помощь России в переоборудовании верфей, строящих АПЛ, для выпуска невоенной продукции.

Тяжёлая экономическая ситуация в 1990-х годах в России сделала эти предложения неактуальными и снизила обеспокоенность в США.
Также, во время строительства серии большой активностью отличалась международная экологическая организация Гринпис, указывающая, что именно новые российские подлодки несут наибольшую угрозу радиационной безопасности северных морей. Как только финансовые трудности не позволили продолжить строительство «Щук-Б», деятельность Гринписа в этом направлении была свёрнута.
Американский военно-морской аналитик Н. Полмар на заседании в конгрессе США в 1997 году заявил следующее:

Появились зловещие признаки того, что Советы достигли успехов в области снижения шумности подлодки. Советские лодки класса «Akula», вышедшие в море в середине 1980-х, были намного тише, чем прогнозировалось.
Оригинальный текст (англ.)There were, however, ominous signs that the Soviets were making progress in submarine quieting. The Soviet Akula class, which went to sea in the mid-1980s, was far quieter than expected.

Атомные подводные лодки проекта «Improved Akula», вышедшие в море в 1990-х, вскоре показали, что Советы превзошли ВМС США в некоторых аспектах акустической маскировки — «Improved Akula» оказались тише, чем наши новейшие атакующие подводные лодки класса «Improved Los Angeles».
Оригинальный текст (англ.)The Improved Akula SSN, which went to sea in 1990, soon revealed that the Soviets had surpassed the U.S. Navy in some areas of acoustic quieting--the Improved Akula was quieter than our newest attack submarines, the Improved LOS ANGELES class.

В том же выступлении Полмаром цитировались слова Командующего морскими операциями США, адмирала Джереми Бурды (англ. Jeremy Michael Boorda) :

Впервые с того времени, как мы спустили на воду «Наутилус» возникла ситуация, что у русских в море есть подлодки, которые тише наших. Как вы знаете, для подводных лодок малошумность — главное качество.
Оригинальный текст (англ.)This is the first time since we put NAUTILUS to sea that [the Russians] have had submarines at sea quieter than ours. As you know, quieting is everything in submarine warfare.

## Представители
Всего по проекту планировалась постройка 25 кораблей: 13 в Комсомольске-на-Амуре и 12 в Северодвинске. В 1983—1993 годах было заложено 20 подводных лодок, из них 14 достроены (по семь на каждом заводе); из них 10 входят в состав ВМФ России, на последней из них — К-335 «Гепард» флаг был поднят 4 декабря 2001 года. Две подлодки, «Рысь» и «Кугуар», не достроены, а корпуса использованы в постройке проекта 955: К-535 «Юрий Долгорукий» и К-550 «Александр Невский»; ещё одна, К-152 «Нерпа» была спущена на воду только в 2006 году и была первоначально предназначена для передачи в лизинг Индии, вследствие чего имела отличия в установленном оборудовании. По состоянию на май 2011 года, подводная лодка находилась в Большом Камне, где расположен завод «Восток». 4 апреля 2012 года на базе Вишакхапатнам подводная лодка была официально принята на вооружение индийских ВМС.
Цвета таблицы:

 Белый — не достроена или утилизирована не спущенной на воду

 Зелёный  — действующая в составе ВМФ России

 Жёлтый  — действующая в составе иностранных ВМС или как гражданское судно

 Синий  — находится в ремонте или на модернизации

 Красный  — списана, утилизирована или потеряна

### Завод имени Ленинского комсомола № 199,Комсомольск-на-Амуре
| Название                    | Зав. № | Закладка   | Спуск на воду | Ввод в строй | Статус |
| --------------------------- | ------ | ---------- | --- | --- | --- |
| К-284 «Акула»               | 501    | 11.11.1983 | 22.07.1984 | 30.12.1984 | Списана. Утилизирована на ДВЗ «Звезда» в 2008. |
| К-263 «Барнаул» («Дельфин») | 502    | 09.05.1985 | 28.05.1986 | 30.12.1987 | Утилизирована в ПД-41 в 2018—2019 годах. |
| К-322 «Кашалот»             | 513    | 05.09.1986 | 18.07.1987 | 30.12.1988 | Работы по утилизации начались в 2020 году на базе Амурского судостроительного завода. |
| К-391 «Братск» («Кит»)      | 514    | 23.02.1988 | 14.04.1989 | 29.12.1989 | Списана. В 2022 году ремонт признан нецелесообразным. |
| К-331 («Нарвал», «Магадан») | 515    | 28.12.1989 | 23.06.1990 | 31.12.1990 | В составе ТОФ. Проходит ремонт и модернизацию на ДВЗ «Звезда» до 2022 года для передачи в лизинг ВМС Индии |
| К-419 «Кузбасс» («Морж»)    | 516    | 28.07.1991 | 18.05.1992 | 31.12.1992 | Входит в состав 10-й дивизии подводных лодок ТОФ России. С 2009 по 2016 год проходила ремонт и модернизацию на заводе «Звезда», были обновлены системы жизнеобеспечения, радиотехническое и гидроакустическое оборудование. |
| К-295 «Самара» («Дракон»)   | 517    | 07.11.1993 | 15.08.1994 | 17.07.1995 | В составе ТОФ. В сентябре 2014 года доставлена на СРЗ «Звёздочка» для прохождения среднего ремонта и модернизации. |
| К-152 «Нерпа»               | 518    | 1993       | 24.06.2006 | 29.12.2009 | Была передана 23.01.2012 в лизинг ВМС Индии. Возвращена России из-за ЧП в июне 2021 года, за 10 месяцев до окончания лизинга. Ремонт/модернизация Дальневосточный завод «Звезда» АПЛ возможно спишут, из-за аварии в лизинге в Индии. |
| «Ирбис»                     | 519    | 1994       | Финансирование остановлено в 1996 году. По состоянию на 2002 год, готовность 42 %, достраивалась по проекту 971И. В 2011 году, после затянувшейся на 3 года передачи К-152 «Нерпа» Индии, было принято решение о прекращении строительства АПЛ на «Амурском заводе». Сформирован прочный корпус. Министерство обороны Индии готово профинансировать достройку второй АПЛ проекта 971 «Щука-Б», а затем взять этот корабль в аренду. По состоянию на 17.12.2014 было подписано соглашение о поставке Индии второй АПЛ, строительством которой займётся Амурский завод. Вторая АПЛ уже строится на Амурском заводе по тому же проекту (971 «Щука-Б»), что и первая, названная «Нерпой». | Финансирование остановлено в 1996 году. По состоянию на 2002 год, готовность 42 %, достраивалась по проекту 971И. В 2011 году, после затянувшейся на 3 года передачи К-152 «Нерпа» Индии, было принято решение о прекращении строительства АПЛ на «Амурском заводе». Сформирован прочный корпус. Министерство обороны Индии готово профинансировать достройку второй АПЛ проекта 971 «Щука-Б», а затем взять этот корабль в аренду. По состоянию на 17.12.2014 было подписано соглашение о поставке Индии второй АПЛ, строительством которой займётся Амурский завод. Вторая АПЛ уже строится на Амурском заводе по тому же проекту (971 «Щука-Б»), что и первая, названная «Нерпой». | Финансирование остановлено в 1996 году. По состоянию на 2002 год, готовность 42 %, достраивалась по проекту 971И. В 2011 году, после затянувшейся на 3 года передачи К-152 «Нерпа» Индии, было принято решение о прекращении строительства АПЛ на «Амурском заводе». Сформирован прочный корпус. Министерство обороны Индии готово профинансировать достройку второй АПЛ проекта 971 «Щука-Б», а затем взять этот корабль в аренду. По состоянию на 17.12.2014 было подписано соглашение о поставке Индии второй АПЛ, строительством которой займётся Амурский завод. Вторая АПЛ уже строится на Амурском заводе по тому же проекту (971 «Щука-Б»), что и первая, названная «Нерпой». |
| К-?                         | 520    | 1991       | 18.03.1992 отменена при готовности 25 % | 18.03.1992 отменена при готовности 25 % | 18.03.1992 отменена при готовности 25 % |
| К-?                         | 521    | 1990       | 18.03.1992 отменена при готовности 12 % | 18.03.1992 отменена при готовности 12 % | 18.03.1992 отменена при готовности 12 % |

### Северное машиностроительное предприятие № 402,Северодвинск
| Название        | Зав. № | Закладка   | Спуск на воду                                                                                     | Ввод в строй                                                                                      | Статус |
| --------------- | ------ | ---------- | ------------------------------------------------------------------------------------------------- | ------------------------------------------------------------------------------------------------- | --- |
| К-480 «Ак Барс» | 821    | 22.02.1985 | 16.04.1988                                                                                        | 29.12.1988                                                                                        | Выведена в резерв в 1998 году, 1.10.2002 исключена и передана в ОФИ. В 2007 году отбуксирована на СРЗ «Звёздочка» для разделки на металлолом. Утилизирована. Секции корпуса использованы для постройки К-551 «Владимир Мономах» проекта 955. |
| К-317 «Пантера» | 822    | 06.11.1986 | 21.05.1990                                                                                        | 27.12.1990                                                                                        | В составе СФ. С 2006 по 2008 годы прошла капитальный ремонт с модернизацией. |
| К-461 «Волк»    | 831    | 14.11.1987 | 11.06.1991                                                                                        | 29.12.1991                                                                                        | В составе СФ. С 2014 года проходит средний ремонт и модернизацию на СРЗ «Звёздочка». Возвращение в строй перенесено с 2017 на 2028 год |
| К-328 «Леопард» | 832    | 26.10.1988 | 28.06.1992                                                                                        | 30.12.1992                                                                                        | В составе СФ. C конца июня 2011 года проходит средний ремонт и модернизацию на СРЗ «Звёздочка». 25 декабря 2020 года спущен на воду после ремонта                                                                                            |
| К-154 «Тигр»    | 833    | 10.09.1989 | 26.06.1993                                                                                        | 29.12.1993                                                                                        | В составе СФ. По классификации НАТО — «Improved Akula class» выделяющийся повышенной акустической скрытностью. С 2019 года ремонте и модернизации на СРЗ «Нерпа».                                                                            |
| К-157 «Вепрь»   | 834    | 13.07.1990 | 10.12.1994                                                                                        | 25.11.1995                                                                                        | В составе СФ. Завершила 05.08.2020 ремонт и модернизацию. |
| К-335 «Гепард»  | 835    | 23.09.1991 | 17.09.1999                                                                                        | 03.12.2001                                                                                        | В составе СФ. По классификации НАТО — «Akula-III» с изменённой конструкцией корпуса и новым оборудованием. Гвардейский корабль. Завершила 11.2015 ремонт с восстановлением технической готовности.                                           |
| К-337 «Кугуар»  | 836    | 18.08.1992 | Не достраивалась, секции корпуса использованы при постройке К-550 «Александр Невский» проекта 955 | Не достраивалась, секции корпуса использованы при постройке К-550 «Александр Невский» проекта 955 | Не достраивалась, секции корпуса использованы при постройке К-550 «Александр Невский» проекта 955 |
| К-333 «Рысь»    | 837    | 31.08.1993 | Не достраивалась, секции корпуса использованы при постройке К-535 «Юрий Долгорукий» проекта 955   | Не достраивалась, секции корпуса использованы при постройке К-535 «Юрий Долгорукий» проекта 955   | Не достраивалась, секции корпуса использованы при постройке К-535 «Юрий Долгорукий» проекта 955 |

## Современное состояние

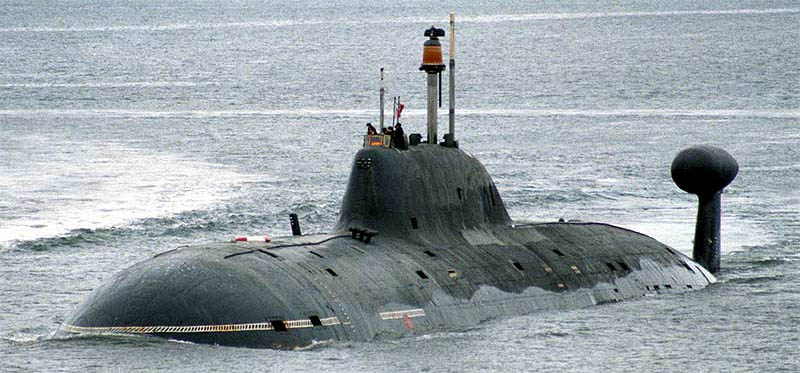
К-157 «Вепрь», май 2003 года

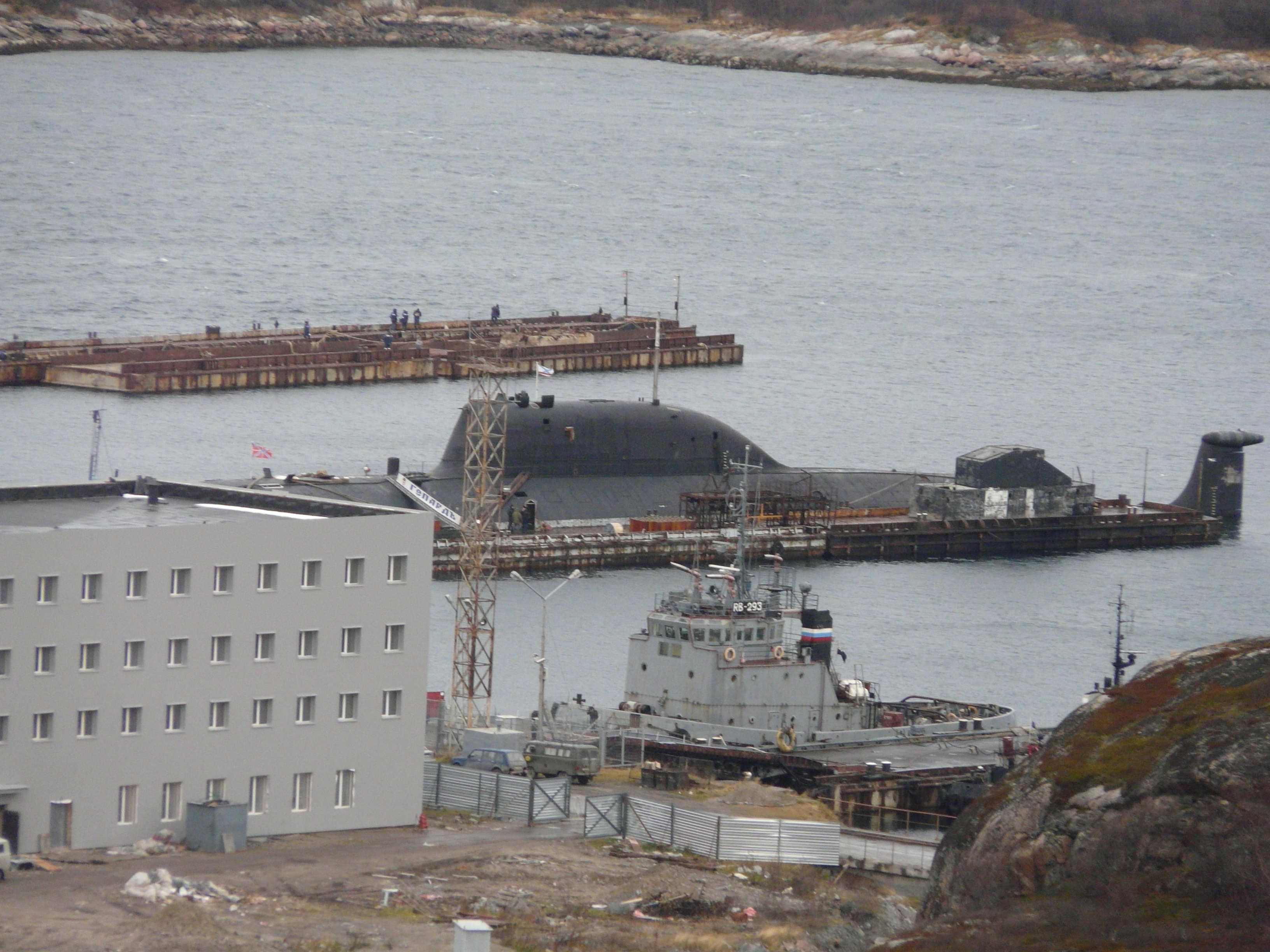
К-335 «Гепард», октябрь 2009 года

Все достроенные лодки проекта, кроме трёх, находились в строю до начала 2000-х годов и входили в состав Северного и Тихоокеанского флотов, с базированием на губе Ягельная (ныне г. Гаджиево) (СФ) и в посёлке Рыбачий (ТОФ). По состоянию на август 2020 года из десяти подлодок боеспособными являются четыре подлодки 971 проекта; три — на СФ и одна — на ТОФ, остальные шесть — в ремонте и модернизации.
Головная лодка проекта, К-284 «Акула», была исключена из боевого состава флота и по крайней мере с 1996 года находится на отстое на базе ТОФ в бухте Павловского. К-480 «Ак Барс» была выведена из боевого состава флота в 1998 году и находилась на долговременном хранении в губе Ягельная. В 2007 году К-480 была отбуксирована на СРЗ Звёздочка для разделки на металл. Недостроенные конструкции лодок «Севмаша» К-337 «Кугуар» и К-333 «Рысь» были использованы при строительстве стратегического ракетоносца «Юрий Долгорукий» проекта 955 «Борей». Две из четырёх недостроенных лодок завода им. Ленинского комсомола отменены на ранних стадиях готовности, третья лодка, К-152 «Нерпа» достроена и 23 января 2012 года официально сдана в лизинг ВМС Индии за $650 млн сроком на 10 лет. Интересно, что в индийском флоте «Нерпа» будет носить имя «Chakra». Ранее это имя носила советская АПЛ К-43 проекта 670 «Скат», входившая в индийский флот на условиях лизинга в 1988—1992 годах и ставшая за эти годы хорошей базой для обучения индийских подводников: многие моряки, служившие на первой «Чакре», заняли впоследствии важные посты в военно-морских силах страны, в том числе восемь человек дослужились до адмиралов. Условия контракта с Индией предусматривают также достройку и передачу в аренду индийской стороне четвёртой из недостроенных в Комсомольске-на-Амуре лодок, готовность которой по состоянию на 2002 год была равна 42 %.
Над тремя лодками: «Волк», «Тигр» и «Леопард» шефствуют районы Нижнего Новгорода.
В 2014 году началась глубокая модернизация АПЛ проекта 971 под РК «Калибр» с продлением сроков службы. Всего запланировано модернизировать шесть лодок, четыре из них находятся на судоремонтном заводе «Звёздочка»: К-328 «Леопард», К-461 «Волк» для Северного флота и К-391 «Братск» и К-295 «Самара» для Тихоокеанского флота, К-154 «Тигр» для СФ ремонтируется на СРЗ «Нерпа», а АПЛ К-157 «Вепрь» уже отремонтирована на СРЗ «Нерпа» и 5 августа 2020 года вошла в строй.

## Аварии
8 ноября 2008 года, во время испытаний в Японском море в результате несанкционированного срабатывания системы пожаротушения ЛОХ на борту К-152 «Нерпа» погибли 20 человек — 17 гражданских и 3 военных. Ещё 21 человек был госпитализирован (позже за помощью обратились ещё 20 человек из гражданских специалистов. На борту АПЛ в момент аварии находились 208 человек, из них 81 — военнослужащие.